# Anisota senatoria
Espèce
 Anisota senatoria  est une espèce de lépidoptères appartenant à la famille des Saturniidae.